# Heikki Kovalainen
Heikki Kovalainen (Suomussalmi, 1981. október 19. –) finn autóversenyző, jelenleg a japán Super GT sorozatban a Lexus Team SARD pilótája.

## A Formula–1 előtt

### Gokart
Kovalainen karrierje, mint sok más autóversenyzőnek, a gokartozással kezdődött, 1991-ben. 2000-ig a gokartnál maradt. Pályafutása során a legjobb helyezése két második helyezés volt a Finn Formula A-ban 1999-ben és 2000-ben. Skandináv bajnok is lett és megnyerte az Elf Masters-t a 2000. évben. Az Év Finn Versenyzőjének választották.

#### A Formula Renault-ban
Kovalainen az első szezonjában az Angol Forma Renault bajnokság egyik autójába ülhetett be. Nemsokára alaposan jártas lett a ringben. A világbajnoki pontversenyben negyedik és az év újonca lett, 2 győzelemmel, 2 pole-lal és 3 leggyorsabb körrel.

### Formula 3
2002-ben Kovalainen előbbre lépett a Brit F3-ba. A debütálási idényében harmadik lett a bajnokságban. 5 győzelemmel, 3 pole-lal és 3 leggyorsabb körrel újra az év újonca lett. Nemzetközi sorozatokban is jól bizonyított, egy második hellyel Makaóban és egy negyedik hellyel a Zandvoort Marlboro Masters-ben.

### A Nissan World Szériában
Heikki felfogása nagyon egyszerű volt, hogy bajnok legyen a Nissan Világ Szériában (World Series by Nissan): egy évet tanulással töltött, a rákövetkező évben bajnok lett. Azután, hogy befejezte a második évét is 2003-ban, a bemutatkozása után a finn elment a Pons csapathoz és megszerezte a címet nekik is. Még ebben az évben részt vehetett egy Formula–1-es teszten és nekilátott felkészülni a Forma-szériához.

### A GP2-ben
2005-ben az Arden csapat leszerződtette a GP2-be, s csak nagy csatában maradt alul a győztes Nico Rosberggel szemben.

## A Formula–1-ben

### Renault (2007)

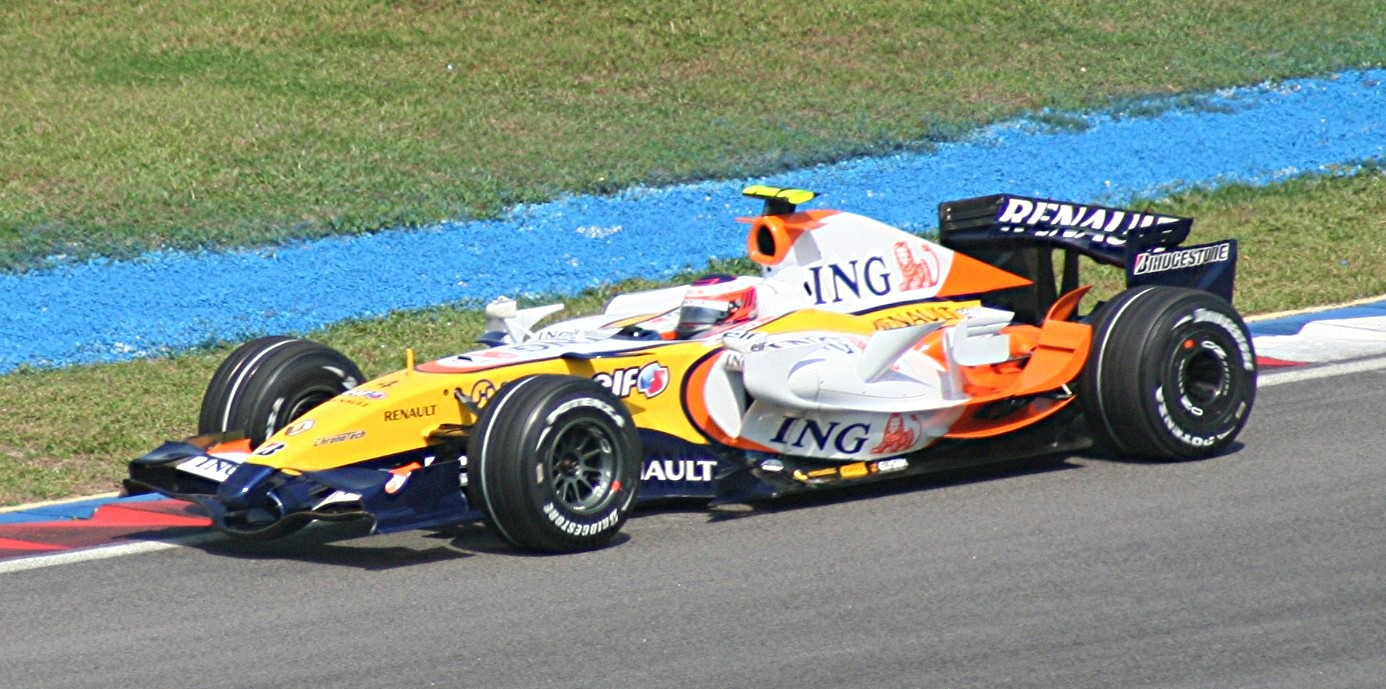
Kovalainen a 2007-es maláj nagydíjon a Renault-val

2006-ban Kovalainen a Renault Formula–1-es csapatánál volt tesztpilóta. Miután Fernando Alonso az év végén elhagyta a csapatot, Kovalainen versenyző lett a csapatnál. 2007-ben legjobb helyezése egy második hely volt Japánban. Végül 30 pontot gyűjtött, ami a hetedik helyre volt elég neki. Kovalainen majdnem véghez vitte azt a bravúrt, hogy minden versenyen célba ér, de Brazíliában kiesett. Csapattársa, Giancarlo Fisichella az év végén nyolcadik lett az összetettben.

### McLaren (2008–2009)
2008-ra a McLaren csapathoz igazolt, az évad első versenyén, Ausztráliában megfutotta a leggyorsabb kört, és ötödik lett. A maláj nagydíjon öthelyes rajtbüntetést kapott, de a versenyen felküzdötte magát a harmadik helyre. Bahreinben az 5. helyen zárt és – az évadban már másodszor – megfutotta a verseny leggyorsabb körét.

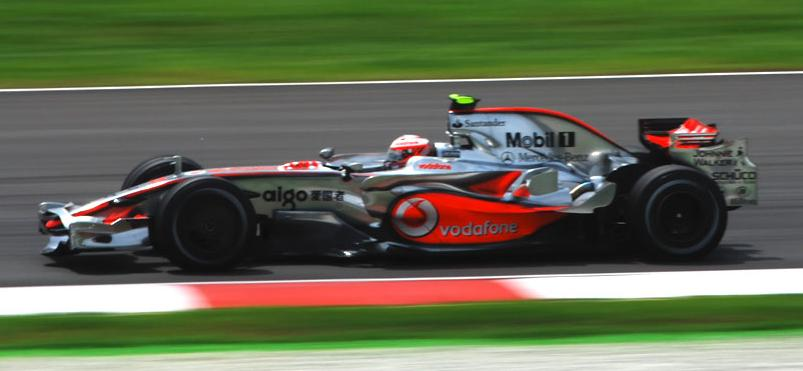
A 2008-as maláj nagydíjon a McLarennel

A spanyol nagydíj 22. körében egy kanyarban autója bal első defektet kapott. Közel 200 km/órás sebesség mellett orral a gumifalba csapódott. A 26 g-s erejű ütközéstől elvesztette az eszméletét, az orvosi személyzet emelte ki az összetörött autóból. Már a hordágyon magához tért és a pálya elsősegély-központjában elvégzett vizsgálatok szerint nem szenvedett komoly sérülést. Helikopterrel Barcelonába szállították további vizsgálatokra és másnap reggel hagyhatta el a kórházat.
A török nagydíj előtt orvosi vizsgálaton kellett átesnie, ahol alkalmasnak ítélték a versenyzésre. Az időmérő edzésen a 2. helyre kvalifikálta magát, ami pályafutása addigi legjobb edzéseredménye volt. A rajtnál beragadt, majd ütközött Kimi Räikkönennel és a boxba kellett hajtania kerékcserére. A mezőny végéről csak a 12. helyre tudott felzárkózni. A monacói nagydíjon ismét a mezőny végéről kellett felzárkóznia, hiába kvalifikálta magát a 4. helyre az időmérő edzésen. Az esős futamon, folyton változó körülmények között a 8. helyre tudott feljönni, egy pontot szerezve ezzel magának és a McLarennek Hamilton tíze mellé. Az egyéni világbajnokságban maradt a 6. helyen, bár Mark Webber pontszámban beérte.
Kanadában a 7. helyről rajtolt, de a verseny végén megint nem szerzett pontot, mert kétszer volt a boxban, és sok gyengébb autó végzett előtte, akik csak egyszer álltak ki. Itt Webber se szerzett pontot, így Kovalainen maradt a hatodik. A francia nagydíj végre összejött neki: igaz, csak az 5. helyre kvalifikálta magát, és feltartás miatt öthelyes rajtbüntetést kapott, de jó versenyzéssel a 4. lett, sőt a dobogóra is esélyes volt, de végül nem sikerült megelőznie Jarno Trullit. A következő versenyen hiába szerezte meg a pole-pozíciót, Hamilton megelőzte, pár körrel később Kovalainen megpördült, és Räikkönen is elment mellette. Végül az 5. helyen zárta a versenyt.
A német nagydíjon Kovalainen a 3. helyről indulhatott, és végül az 5. helyen zárta a versenyt.
A magyar nagydíjon Kovalainen a 2. helyről indult, csapattársa, Lewis Hamilton mögül. Sokáig a 3. helyen autózott, mivel Felipe Massa megelőzte még a rajtnál. Hatalmas szerencséjére, Massának és Hamiltonnak is problémái adódtak. Hamilton defektet kapott, míg Massának 3 körrel a verseny vége előtt megállt az autója a célegyenesben. Így végül megnyerte élete első Formula–1-es nagydíját. Első futamgyőzelme mellett arról is emlékezetes lesz számára a XXIII. magyar nagydíj, hogy ő lett a Formula–1 100. futamgyőztese. Érdekes egybeesés, hogy a XXIII. magyar nagydíjon Kovalainen a 23-as rajtszámú McLaren MP4-23-mal nyert.
Valenciában a 4. lett. Spában a 3. helyre kvalifikálta magát, de a rajtnál nagyon visszaesett, majd áthajtásos büntetést kapott, mert összeütközött Mark Webberrel. Végül műszaki hiba miatt ki kellett állnia a versenyből. Monzában a második helyről rajtolt és itt is ért célba. A szingapúri nagydíjon az 5. helyről indulhatott, de a Piquet balesete miatti biztonsági autós időszakban visszaesett és csak a 10. helyen ért célba. A japán nagydíjat motorhiba miatt feladni kényszerült. A világbajnokságban a 6. helyen áll, 51 ponttal. Kínában szintén kiesett, a szezonzáró brazil nagydíjon a 7. helyen ért célba. A világbajnokságot a 7. helyen zárta 53 ponttal.

### Lotus/Caterham (2010–2013)
2010-ben egy újonc, de ígéretes csapatnál folytatta, a Lotus Racingnél, ahol nagyszerű teljesítménnyel dolgozott, bár pontot nem szerzett.
Ausztráliában, ahol csapattársa, Trulli nem kezdte meg a versenyt, Kovalainen a 13. helyen végzett. Malajziában, Kovalainen 10 körrel a vége előtt kiesett, ezt követte egy 14. hely Kínában, míg Spanyolországban Kovalainen nem tudott elindulni a sebességváltó problémái miatt. Monacóban kormányproblémái, Törökországban hidraulikus problémái miatt adta fel a versenyt. Kovalainen 16. helyen végzett Kanadában 2 kör hátránnyal. Valenciában a 9. körben Mark Webber Red Bulljával ütközött össze, ahol Webber óriásit bukott, de sérülés nélkül megúszta az esetet. Kovalainen visszament a boxba, de feladta a versenyt. A 17. helyen végzett Silverstone-ban. Németországban a szezonban negyedszer esett ki, mivel Pedro de la Rosával ütközött. Magyarországon a 14. helyen ért célba.
A 2010-es Szingapúri nagydíjon óriási mutatványa volt, hogy a lángoló Lotusban mindent elsöprő nyugalommal vezetett.
2011-ben is maradt jelenlegi munkaadójánál, a már Team Lotus néven versenyző csapatnál.
2013-ra ugyan nem hosszabbították meg a szerződését, de a csapatnál később belátták, hogy a fiatal versenyzőik mellé szükség van egy tapasztaltabbra is, ezért a bahreini nagydíj előtt tesztpilótai állásban visszavették. Még ugyanebben az évben a Lotus leszerződtette az amerikai és a brazil nagydíjra a finnt, mert honfitársát, Kimi Räikkonent megműtötték, és emiatt nem vállalta a szezon utolsó két versenyét.

## Eredményei

### Teljes Formula–1-es eredménysorozata
(Táblázat értelmezése)

(Félkövér: pole-pozícióból indult; dőlt: leggyorsabb kört futott) 

| Év   | Csapat     | 1      | 2      | 3      | 4      | 5      | 6      | 7      | 8      | 9      | 10     | 11     | 12     | 13      | 14     | 15      | 16     | 17     | 18     | 19     | 20     | Helyezés | Pont |
| ---- | ---------- | ------ | ------ | ------ | ------ | ------ | ------ | ------ | ------ | ------ | ------ | ------ | ------ | ------- | ------ | ------- | ------ | ------ | ------ | ------ | ------ | -------- | ---- |
| 2007 | Renault    | AUS 10 | MAL 8  | BHR 12 | ESP 7  | MON 13 | CAN 4  | USA 5  | FRA 15 | GBR 7  | EUR 8  | HUN 8  | TUR 6  | ITA 7   | BEL 8  | JPN 2   | CHN 9  | BRA Ki |        |        |        | 7.       | 30   |
| 2008 | McLaren    | AUS 5  | MAL 3  | BHR 5  | ESP Ki | TUR 12 | MON 8  | CAN 9  | FRA 4  | GBR 5  | GER 5  | HUN 1  | EUR 4  | BEL 10† | ITA 2  | SIN 10  | JPN Ki | CHN Ki | BRA 7  |        |        | 7.       | 53   |
| 2009 | McLaren    | AUS Ki | MAL Ki | CHN 5  | BHR 12 | ESP Ki | MON Ki | TUR 14 | GBR Ki | GER 8  | HUN 5  | EUR 4  | BEL 6  | ITA 6   | SIN 7  | JPN 11  | BRA 12 | UAE 11 |        |        |        | 12.      | 22   |
| 2010 | Lotus      | BHR 15 | AUS 13 | MAL Hn | CHN 14 | ESP Ni | MON Ki | TUR Ki | CAN 16 | EUR Ki | GBR 17 | GER Ki | HUN 14 | BEL 16  | ITA 18 | SIN 16† | JPN 12 | JPN 13 | BRA 18 | UAE 17 |        | 20.      | 0    |
| 2011 | Team Lotus | AUS Ki | MAL 15 | CHN 16 | TUR 19 | ESP Ki | MON 14 | CAN Ki | EUR 19 | GBR Ki | GER 16 | HUN Ki | BEL 15 | ITA 13  | SIN 16 | JPN 18  | KOR 14 | IND 14 | UAE 17 | BRA 16 |        | 22.      | 0    |
| 2012 | Caterham   | AUS Ki | MAL 18 | CHN 23 | BHR 17 | ESP 16 | MON 13 | CAN 18 | EUR 14 | GBR 17 | GER 19 | HUN 17 | BEL 17 | ITA 14  | SIN 15 | JPN 15  | KOR 17 | IND 18 | UAE 16 | USA 18 | BRA 14 | 22.      | 0    |
| 2013 | Caterham   | AUS    | MAL    | CHN    | BHR Tp | ESP Tp | MON    | CAN    | GBR    | GER    | HUN    | BEL Tp | ITA Tp | SIN     | KOR    | JPN Tp  | IND    | UAE Tp |        |        |        | 21.      | 0    |
| 2013 | Lotus      |        |        |        |        |        |        |        |        |        |        |        |        |         |        |         |        |        | USA 14 | BRA 14 |        | 21.      | 0    |

† Nem ért célba, de teljesítette a verseny 90%-át, ezért helyezését értékelték.

## Race of Champions 2004
| futam     | ellenfél           | autó                    | idő       | különbség | eredmény |
| --------- | ------------------ | ----------------------- | --------- | --------- | -------- |
| 1         | David Coulthard    | Race of Champions Buggy | 1:45.8988 | -11.905   | 1 – 0    |
| 2         | Jean Alesi         | Ferrari 360 Modena      | 1:48.9325 | -1.7085   | 1 – 0    |
| elődöntők | Michael Schumacher | Ferrari 360 Modena      | 1:45.3851 | -10.9954  | 1 – 0    |
| döntő     | Sébastien Loeb     | Peugeot 307 WRC         | 1:42.2602 | -0.7977   | 1 – 0    |
| döntő     | Sébastien Loeb     | Ferrari 360 Modena      | 1:47.4383 | -8.1459   | 1 – 0    |

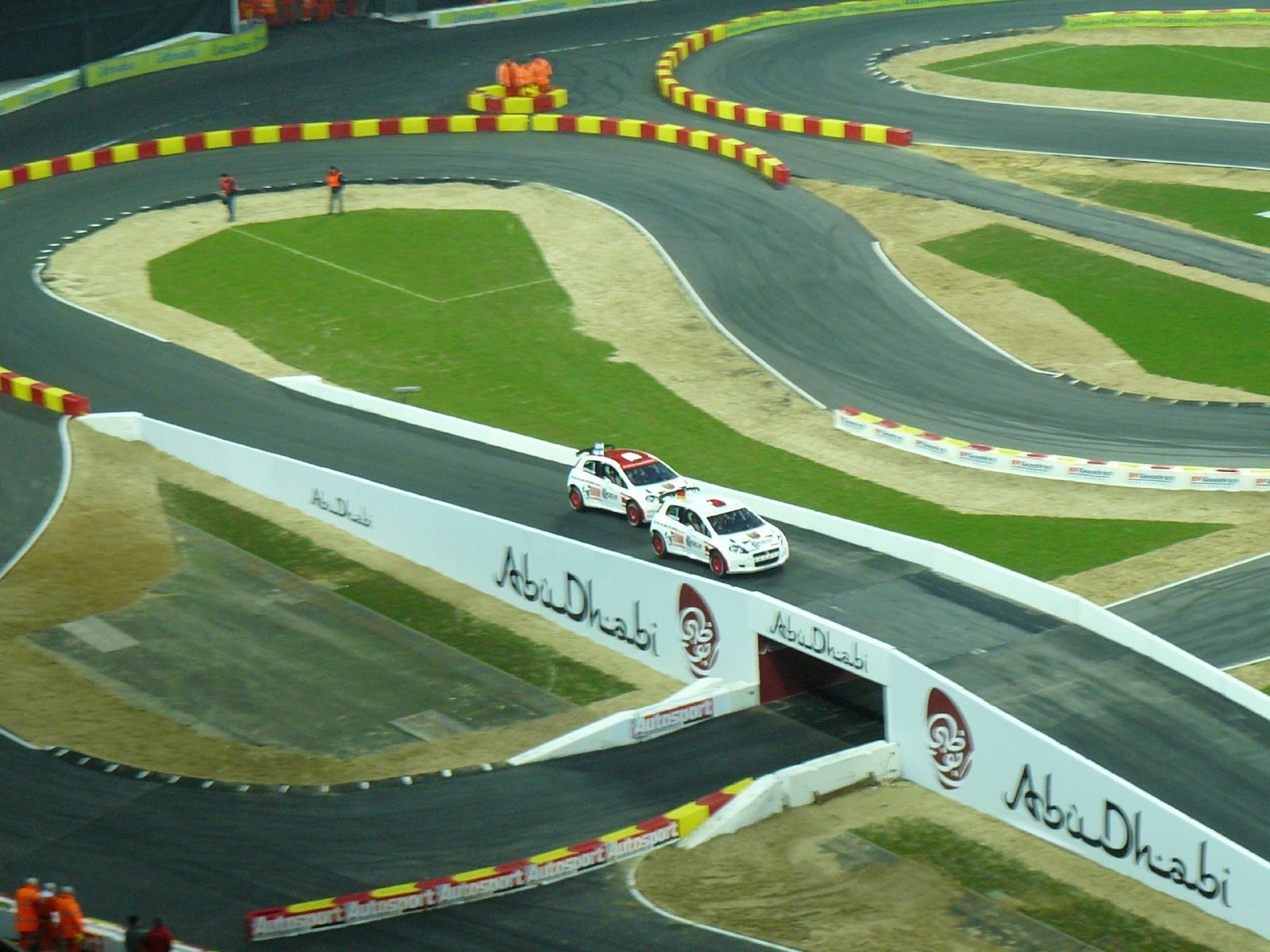
Michael Schumacher és Heikki Kovalalainen a Race of Championsban, 2007-ben

Kovalainen a Race of Champions-ban (Bajnokok Versenye) 2004-ben egészen a döntőig menetelt, ahol Sebastian Loeb-öt azzal a Citroen Xsara-val győzte le, amivel a francia abban az évben rally-világbajnok lett.

## Magánélete
Kovalainen 2002 óta van együtt barátnőjével, Catherine Hyde brit diáklánnyal, aki sportpszichológiát hallgat az egyetemen. Esküvőjüket 2010. október 10-ére tervezik.

## Külső hivatkozások
- Hivatalos honlap